# شهرستان پاتنم (فلوریدا)
شهرستان پاتنم، فلوریدا (به انگلیسی: Putnam County, Florida) یک سکونتگاه مسکونی در ایالات متحده آمریکا است که در فلوریدا واقع شده‌است.

## خصوصیات
شهرستان پاتنم ۲٬۱۴۱٫۹۳ کیلومترمربع مساحت دارد.